# George Richards Elkington

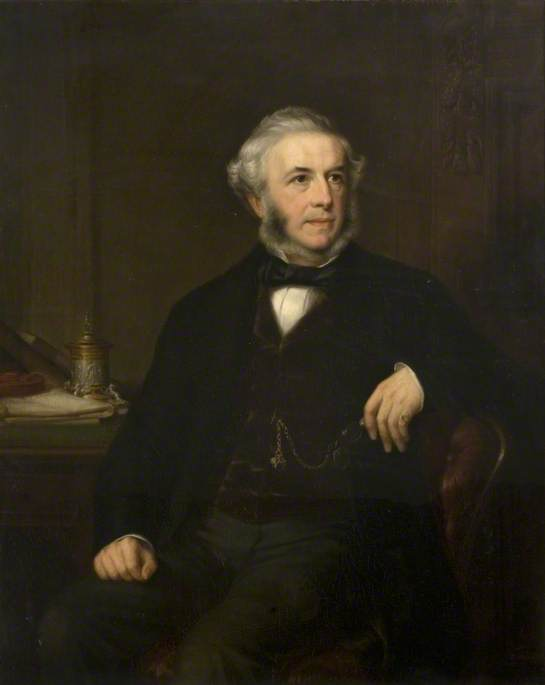
George Richards Elkington

George Richards Elkington (17. října 1801 – 22. září 1865) byl anglický továrník, který patentoval první komerční galvanické pokovování. To je proces elektrolytického nanášení kovové vrstvy na materiál, kterému tím dodává požadovanou vlastnost (například odolnost proti oděru, obrusu a opotřebení, ochrana proti korozi, kluzkost nebo estetické vlastnosti). Stal se tak průkopníkem a zakladatelem oboru, který má v současnosti velký význam především v automobilovém a leteckém průmyslu.
Galvanické pokovování se v současnosti většinou rozděluje na dekorativní a funkční:
- Dekorativní galvanické pokovování se používá hlavně ke zdobení předmětů. Příklady dekorativního galvanického pokovování zahrnují zlacení šperků a příborů, stříbření šperků a dekorativních předmětů, galvanické pokovování plastů, chromování trubkového ocelového nábytku, pokovování nejrůznějších automobilových a motocyklových dílů.
- Funkční galvanické pokovování se používá pro ochranu proti korozi, opotřebení, katalýze a snížení třecích sil. Může se také použít pro zlepšení elektrické vodivosti, tvárnosti a deformovatelnosti předmětů.

## Život a kariera

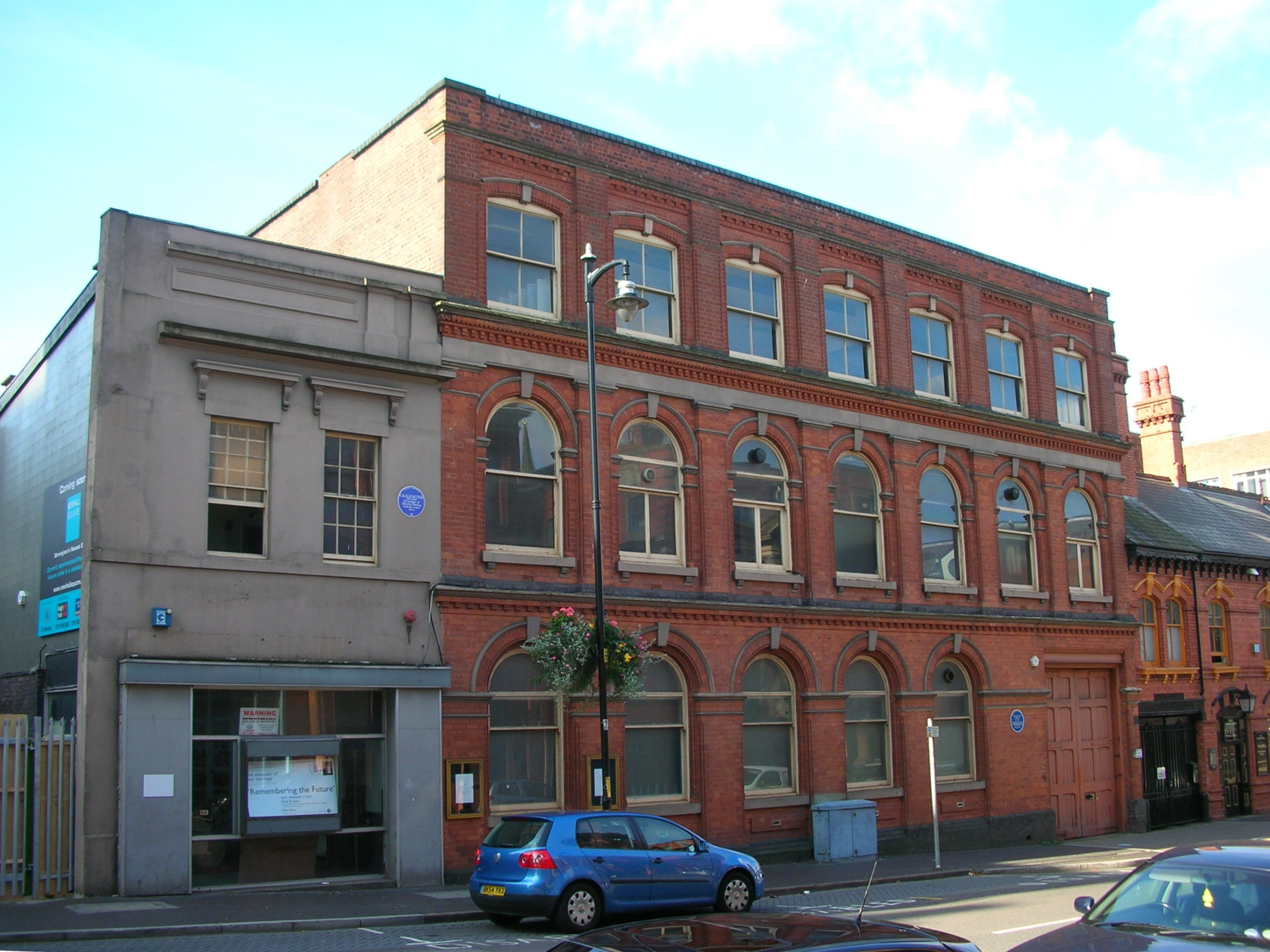
Staré vědecké muzeum v Birminghamu s mnoha exponáty Elkingtonů. Původně jejich firma.

Elkington se narodil v Birminghamu jako syn výrobce brýlí. Jeho dědeček Joseph Elkington byl reformátor v odvodňování půdy.
V roce 1815 se vyučil u svých strýců v podniku na stříbření a po jejich smrti se stal jeho jediným vlastníkem. Do partnerství vzal svého bratrance Henryho Elkingtona. Elektrometalurgie byla tehdy v plenkách, ale Elkingtonovi rychle rozpoznali její možnosti.
Když v roce 1840 John Wright, chirurg z Birminghamu, objevil vlastnosti roztoku kyanidu stříbrného v kyanidu draselném pro galvanické pokovování, pochopili jeho důležitost. Wrightův proces (britský patent 8447 - Zlepšení povlakování, krytí nebo pokovování určitých kovů) Elkingtonovi zakoupili, patentovali a následně získali práva na další procesy a vylepšení.

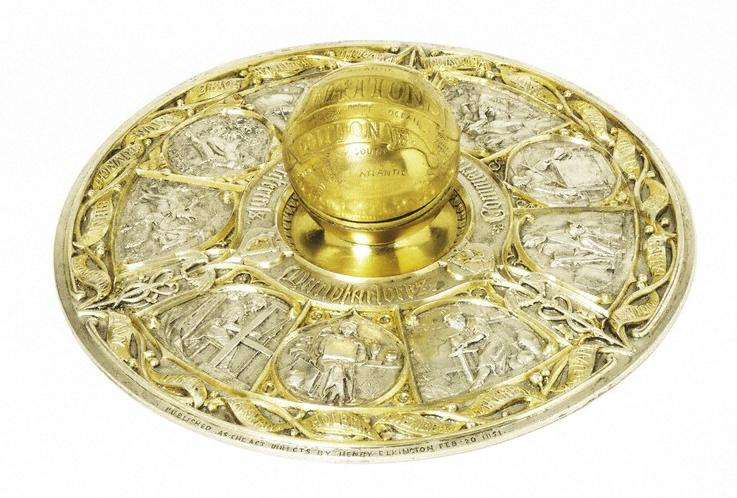
Kalamář vyrobený firmou Elkingtonů (1850)

V roce 1841 Elkingtonovi otevřeli novou galvanovnu v Newhall Street v Jewellery Quarter v Birminghamu.
V roce 1842 se k firmě připojil Josiah Mason, který vyráběl pera. Přinesl s sebou produkci galvanicky pokovených šperků a příborů, jejichž výroba byla cenově dostupnějších. Galvanizované zboží se stalo velmi úspěšným produktem na viktoriánském trhu. Do roku 1880 společnost zaměstnávala 1000 lidí v lokalitě Newhall Street a měla dalších šest továren. Dohoda mezi Elkingtonem a Masonem byla zrušena 1861 a společnost pak obchodovala pod jménem Elkington and Co.
V roce 1843 Elkingtonovi získali práva na první vynález Wernera von Siemens, který vylepšoval proces pozlacení a stříbření.

## Princip galvanického pokovování

Galvanické pokovování kovu (Me) pomocí mědi (Cu) v lázni síranu měďnatého (CuSO_{4})

Princip galvanického pokovování spočívá ve využití dvou různých kovových elektrod ponořených do elektrolytu, který obsahuje jednu nebo více solí jednoho z kovů, případně dalších iontů, které umožňují průchod elektrického proudu.
- Část, která vytváří pokovení, je anoda obvodu. Na anodě se oxiduje použitý kov a rozpouští se v podobě iontů v roztoku.
- Část, která má být pokovena, je katoda obvodu. Rozpuštěný kov z anody se na ní redukuje, vyloučí a vytváří na ní vrstvu.
- Napájecí zdroj dodává anodě stejnosměrný proud, oxiduje atomy kovu, které ji tvoří, a umožňuje jim rozpustit se v roztoku.
- Rychlost, s jakou se anoda rozpouští, je rovna rychlosti, se kterou se pokovuje katoda. Tato rychlost je přímo úměrná procházejícímu elektrickému proudu.
- Ionty v elektrolytu, které vytvářejí kovový povlak na katodě, se nepřetržitě doplňují z anody. Může se použít i anoda, která se nespotřebovává (například z olova). Pak se musí ionty kovu, který se používá k pokovování, doplňovat do elektrolytové lázně.

## Rodina

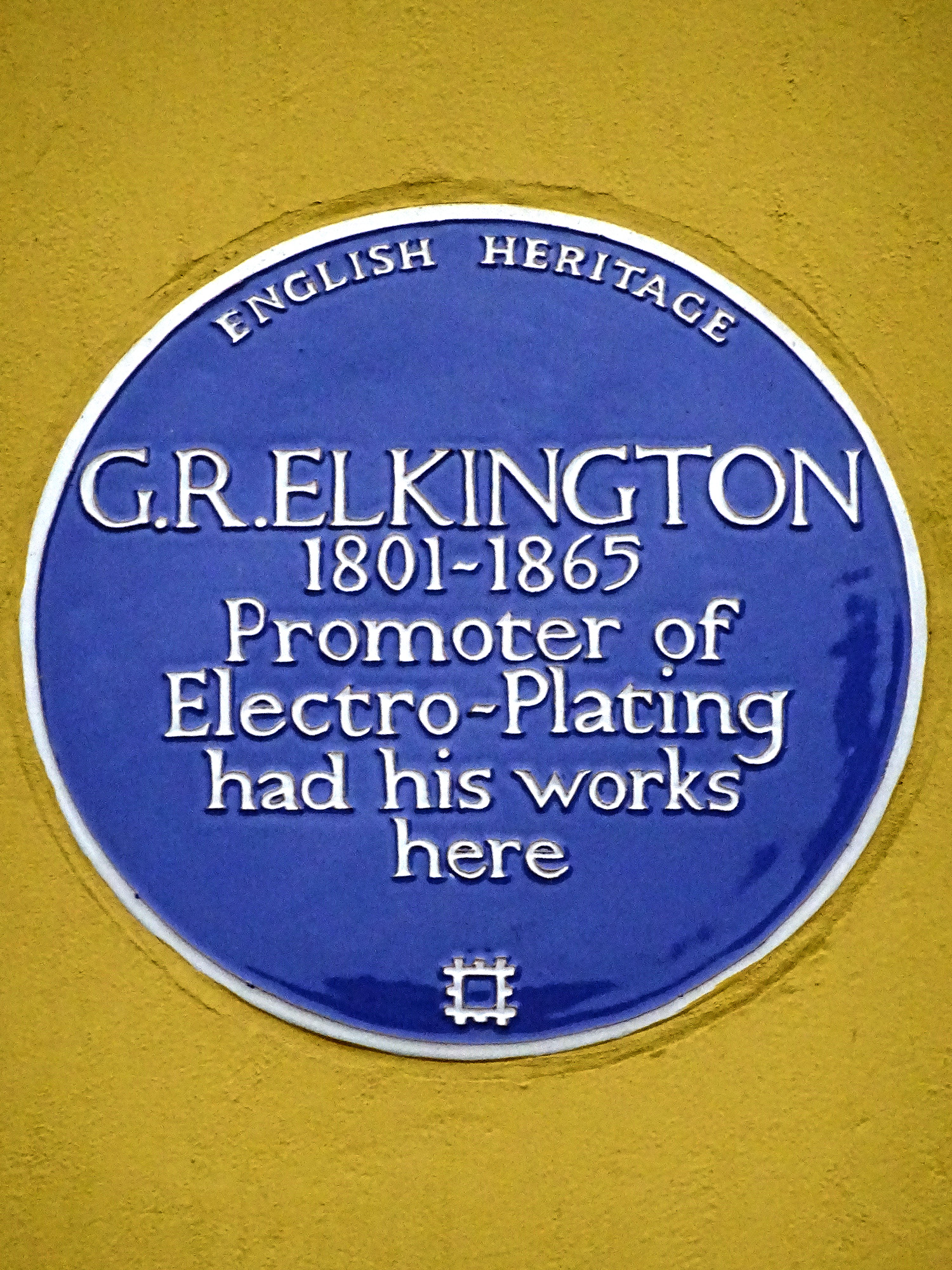
Modrá plaketa na firmě Elkingtonů, kde je nyní muzeum.

George Richards Elkington se v roce 1825 oženil s Mary Auster Balleney a měli spolu sedm dětí - Fredericka, George, Jamese, Alfreda, Howarda, Hylu a jednu dívku, Emmu. Mary Auster zemřela v roce 1858 a byla pohřbena na hřbitově St. Mary's v Selly Oak v Birminghamu. V roce 1860 se Elkington podruhé oženil s Margaret Morgan Jonesovou.
George Richards Elkington zemřel v roce 1865 a byl pohřben v kostele Panny Marie v Selly Oak v Birminghemu stejně jako jeho první žena. Na jeho památku a jeho dvou manželek byly v kostele instalovány vitráže, neboť za svého života významně přispěl ke stavbě tohoto kostela. Na staré Elkington Silver Metaling Works na Newhall Street v Birminghamu byla na jeho památku umístěna modrá plaketa.
Po své smrti zanechal své rodině úctyhodnou částku 350 000 liber. V jeho podnikání pak pokračovali jeho čtyři synové - Frederick, James, Alfred a Howard.